# یان پیترزون کوئن
یان پیترزون کوئن (انگلیسی: Jan Pieterszoon Coen; ۸ ژانویهٔ ۱۵۸۷ – ۲۱ سپتامبر ۱۶۲۹) فرماندار کل هند شرقی هلند و سیاست‌مدار اهل جمهوری هلند بود.او افسر شرکت هند شرقی هلند (VOC) در اوایل قرن هفدهم بود و دو دوره به عنوان فرماندار کل هند شرقی هلند منصوب شد.وی بنیانگذار باتاویا ، پایتخت هند شرقی هلند بود و مدتها به عنوان یک قهرمان ملی در هلند شناخته می شد. جمله معروف او این است که نا امید نشو از دشمنان خود بگذر زیرا خدا با ماست.میراث او به جهت خشونت هایی که در جریان فتوحاتش داشت مورد بحث است.او در جزایر ادویه شرقی (اندونزی شرقی) اقدامات تخریبی بی شماری انجام داد هدف از این کار دستیابی به انحصار عرضه جوز هندی حفظ قیمت ها و سودهای مصنوعی بالا برای سرمایه گذاران هلندی کمپانی هند شرقی هلند(VOC) بود اقداماتی که تا حدودی بیش از حد خشن بوده است.